# 金新祚
金新祚（1560年代—1610年代），字君鼎，號澹生，山東東昌府高唐州民籍。

## 生平
萬曆三十七年（1609年）己酉科山東鄉試第六十三名舉人，四十四年（1616年）丙辰科進士，大理寺觀政，官西安府推官，四十六年本省同考，在任內去世，年四十二，入祀鄉賢祠。

## 家族
曾祖金吉。祖父金鳳，廪生。父金大韶，儒官。

## 引用
1. ↑  《萬曆四十四年丙辰科進士序齒録》：金新祚，澹生，易四房，辛卯十二月二十七日生。高唐州人，己酉六十三，会三百十三，三甲一百二十五名。大理寺政，授西安府推官，戊午本省同考。
2. ↑  四庫全書《山東通志·卷十五之二·選舉志》：己酉科（舉人） 萬厯三十七年……金新祚 高唐州人，丙辰進士
3. ↑  光緒《高唐州志·卷五·人物傳》：（萬曆）四十四年丙辰科（進士） 金新祚 字君鼎，大韶子，幼有異質，積學不倦，萬厯四十四年進士。謁選為推官，得陝西之西安，每語人曰：「安民必本於察吏，故養馬去其害馬。」應機立斷，多所平反，於姦吏不少姑息，年四十二以盡瘁卒於官。（列傳） 舊志又云讀書大士，菴下幃攻苦屐齒，不破蒼苔後居家孝友睦閭里，卒祀鄉賢。 舊志在楊巨鯨前，今更正。